# Billy McKinlay
William „Billy” McKinlay (ur. 22 kwietnia 1969 w Glasgow) – szkocki piłkarz grający na pozycji defensywnego pomocnika.

## Kariera klubowa
Piłkarską karierę McKinlay rozpoczął w małym klubie o nazwie Hamilton Thistle. W 1985 roku w wieku 16 lat trafił do szkółki piłkarskiej Dundee United, a sezonie 1986/1987 zadebiutował w jego barwach w lidze szkockiej. W tamtym sezonie Dundee doszło do finału Pucharu UEFA, jednak trofeum to zdobył szwedzki IFK Göteborg. Dundee przegrało także w finale Pucharu Szkocji – 0:1 z St. Mirren F.C. W 1988 roku zespół znów zagrał w finale krajowego pucharu, a Billy wystąpił po raz pierwszy w meczu o takiej randze. Tym razem Dundee uległo 1:2 Celtikowi. Już w sezonie 1988/1989 McKinlay grał w pierwszym składzie. W Dundee występował do lata 1995 roku i jeszcze dwukrotnie wystąpił w finale Scottish Cup – w 1991 i 1994 roku, w tym drugim przypadku zdobywając go. W barwach „The Terrors” rozegrał 222 ligowe spotkania i strzelił 23 gole.
14 października 1996 McKinlay podpisał kontrakt z angielskim Blackburn Rovers, które zapłaciło za niego 1,75 miliona funtów. W Rovers zaczął występować wraz z dwoma rodakami, Colinem Hendrym i Kevinem Gallacherem. W Premiership zadebiutował 21 października w zremisowanym 1:1 spotkaniu z West Ham United. Przez pierwsze trzy sezony grywał w pierwszym składzie Blackburn, ale już w sezonie 1998/1999 był rezerwowym, a klub spadł do Division One, a w sezonie 1999/2000 nie wystąpił w żadnym ligowym spotkaniu.
24 listopada 2000 McKinlay przeszedł na zasadzie wolnego transferu do Bradford City. 25 listopada rozegrał swój pierwszy mecz dla tego klubu. Bradford zremisowało w nim 2:2 z Middlesbrough F.C. Rozegrał 11 meczów dla swojego zespołu w Premiership, ale spadł on na koniec sezonu z ligi. W 2001 roku Billy został piłkarzem Preston North End, ale nie rozegrał żadnego spotkania i w trakcie sezonu wrócił do Szkocji, do grającego w Scottish Division One, Clydebank F.C.
9 sierpnia 2002 McKinlay został piłkarzem Leicester City, a 10 sierpnia zadebiutował w spotkaniu z Watfordem (2:0). Wspomógł zespół w awansie do Premiership, a na boiskach angielskiej ekstraklasy grał przez rok. W 2004 roku odszedł do Fulham F.C., ale po rozegraniu dwóch spotkań zakończył piłkarską karierę.
| Sezon   | Klub              | Kraj    | Rozgrywki               | Mecze | Bramki |
| ------- | ----------------- | ------- | ----------------------- | ----- | ------ |
| 1986/87 | Dundee United     | Szkocja | Scottish Premier League | 3     | 0      |
| 1987/88 | Dundee United     | Szkocja | Scottish Premier League | 12    | 1      |
| 1988/89 | Dundee United     | Szkocja | Scottish Premier League | 30    | 1      |
| 1989/90 | Dundee United     | Szkocja | Scottish Premier League | 13    | 1      |
| 1990/91 | Dundee United     | Szkocja | Scottish Premier League | 34    | 2      |
| 1991/92 | Dundee United     | Szkocja | Scottish Premier League | 22    | 1      |
| 1992/93 | Dundee United     | Szkocja | Scottish Premier League | 37    | 1      |
| 1993/94 | Dundee United     | Szkocja | Scottish Premier League | 39    | 9      |
| 1994/95 | Dundee United     | Szkocja | Scottish Premier League | 27    | 4      |
| 1995/96 | Dundee United     | Szkocja | Scottish Premier League | 5     | 4      |
| 1995/96 | Blackburn Rovers  | Anglia  | Premiership             | 19    | 2      |
| 1996/97 | Blackburn Rovers  | Anglia  | Premiership             | 25    | 1      |
| 1997/98 | Blackburn Rovers  | Anglia  | Premiership             | 30    | 0      |
| 1998/99 | Blackburn Rovers  | Anglia  | Premiership             | 16    | 0      |
| 1999/00 | Blackburn Rovers  | Anglia  | Division One            | 0     | 0      |
| 2000/01 | Bradford City     | Anglia  | Premiership             | 11    | 0      |
| 2001/02 | Preston North End | Anglia  | Division One            | 0     | 0      |
| 2001/02 | Clydebank F.C.    | Szkocja | Division One            | 8     | 0      |
| 2002/03 | Leicester City    | Anglia  | Division One            | 37    | 1      |
| 2003/04 | Leicester City    | Anglia  | Premiership             | 16    | 0      |
| 2004/05 | Fulham F.C.       | Anglia  | Premiership             | 2     | 0      |

## Kariera reprezentacyjna
W reprezentacji Szkocji McKinlay zadebiutował 17 listopada 1993 roku w wygranym 2:0 wyjazdowym spotkaniu z Maltą, rozegranym w ramach eliminacji do Mistrzostw Świata w USA i w debiucie zdobył gola. W 1996 roku na Euro 96 zagrał w jednym meczu Szkotów, zremisowanym 0:0 z Holandią (0:0). Natomiast w 1998 roku został powołany przez Craiga Browna do kadry na mundial we Francji. Tam także zaliczył tylko jedno spotkanie – przegrane 1:2 z Brazylią. Ostatni mecz w kadrze rozegrał w październiku tamtego roku przeciwko Wyspom Owczym (2:1). W drużynie narodowej zagrał 29 razy i strzelił 4 gole.